# Leguide.com
Le groupe LeGuide est une société éditrice de plusieurs sites web comparateurs de prix et guides d'achat dans plusieurs pays européens dont la France, l'Allemagne, l'Espagne, le Royaume-Uni, la Pologne, l'Italie ou les Pays-Bas et ce, sous différents noms de domaines.
L'entreprise est rachetée par Kelkoo en 2016.

## Historique et dates clés
1998 : Lancement de LeGuide.com.
1999 : La société est fondée en 1999 par Christian Veigneau rejoint ensuite par Michael Copsidas, Igor Schlumberger et Jean de Beaumont lors du rachat de promoselect. Le site intègre des services pour aider l’internaute dans son acte d’achat : infolettres hebdomadaires, médiation en cas de litige entre un internaute et un e-commerçant, un forum de consommateurs appelé « le Consoforum » des guides d’achats thématiques, etc.
2000 : La société fusionne avec Laventis : un moteur de recherche et le comparateur de prix afin de consolider son modèle économique. Cette fusion a pour objectif d’apporter aux internautes un service supplémentaire : la comparaison de produits et de prix. 2000 est également l’année du rachat de webmarchand.com; un annuaire des sites marchands.
2002 - 2003 : La société se lance dans une stratégie multi-sites et développe les sites de moteurs de recherche de produits : webmarchand.com et LeGuide.net . Ceux-ci complètent l’offre proposée par le site LeGuide.com, lequel se définit comme un guide d’achat.
Entre 2004 et 2006 : LeGuide.com ouvre des sites en Allemagne, en Espagne, en Grande-Bretagne, puis en Pologne, en Italie et aux Pays-Bas
2006 : Introduction en bourse pour renforcer ses positions sur ses marchés et soutenir le développement européen
2006 est aussi l’année de l’acquisition du site dooyoo.com, plateforme européenne se réclamant du « social shopping » c'est-à-dire d’échanges d’avis entre cyberconsommateurs sur les produits
2008 : Signature de la Charte des Comparateurs : LeGuide.com ainsi que 6 comparateurs signent avec le soutien de la FEVAD et en présence d’Éric Besson, une charte afin de garantir la transparence et la pertinence des informations présentées au consommateur
2011 : Lancement de l'application LeGuide.com.
2012 : En mars 2012, LeGuide.com rachète le comparateur Européen Ciao, propriété de Microsoft
2012 : En juillet 2012, Lagardère Active finalise l’acquisition de LeGuide.com pour la somme de 92 millions au terme d'une OPA "médiatique" et nomme Olivier Sichel, PDG et président du conseil d’administration. Son capital est détenu entre septembre 2012 et 2016 à 96,5 % par Lagardère Active à la suite d'une OPA hostile,.
2012 : Le 5 juillet 2012, LeGuide.com lance le moteur de recherche shopping choozen.com afin de remplacer le site LeGuide.net.
2013 : Le 10 juin 2013, LeGuide.com lance sa première campagne publicitaire 100 % radio. Le chiffre d'affaires dépasse 47 millions d'euros cette année.
2016 : Au cours de l'été, LeGuide.com est racheté par son concurrent Kelkoo, lui-même détenu par le fonds anglais Jamplant, à la suite de son rachat à Yahoo en 2008 On ne connait pas le montant de la transaction, mais il faut noter que le Groupe Lagardére en 2015 avait déprécié la valeur de sa participation à seulement 35 millions d'euros,,.

## Faits et chiffres clés
- 82 645 e-commerçants référencés[16].
- 193 millions d’offres[17].
- 19,8 millions de visiteurs uniques en janvier 2014[18].

## Fonctionnement
Le site propose une recherche par arborescence ou par mots-clés.
Les e-commerçants peuvent référencer leurs produits en ligne.
LeGuide.com indique contrôler le processus de recherche et d’achat et ne référence que des produits dont les marchands respectent les dispositions du Code de la consommation ainsi que la charte LeGuide.com.

## Dimension internationale
LeGuide.com Group possède une activité dans 14 pays européens.